# Mareanivka, Baștanka
Mareanivka (în ucraineană Мар'янівка) este un sat în comuna Dobra Krînîțea din raionul Baștanka, regiunea Mîkolaiiv, Ucraina.

## Demografie
Componența lingvistică a localității Mareanivka
     Ucraineană (96,67%)
     Rusă (1,66%)
     Română (1,19%)
Conform recensământului din 2001, majoritatea populației localității Mareanivka era vorbitoare de ucraineană (96,67%), existând în minoritate și vorbitori de rusă (1,66%) și română (1,19%).